# Хюберли, Таня
Та́ня Хю́берли (нем. Tanja Hüberli; род. 27 августа 1992, Райхенбург, Швиц) — швейцарская пляжная волейболистка, двукратная чемпионка и трёхкратный серебряный призёр чемпионатов Европы.

## Карьера
В 2013 году, на своём первом взрослом чемпионате мира, Хюберли играла в паре с Таней Горицанец; их пара заняв в группе 3-е место, но в плей-офф не попала по разнице сетов. В следующем году на чемпионате Европы, в паре с Горицанец завоевала серебряную медаль на чемпионате Европы, проиграв в финале дуэту из Нидерландов (Маделейн Меппелинк/Марлен ван Ирсел) со счётом 2-0.
В 2016 году её новой партнёршей стала Нина Бетшарт, вместе с которой спустя два года она завоевала серебряную медаль на чемпионате Европы после поражения в финале паре из Нидерландов (Занне Кайзер/Меделейн Меппелинк)
Летом 2021 года играла в паре с Бетшарт на олимпийском турнире, где в 1/8 финала они проиграли своим соотечественницам Йоане Хайдрих и Анук Верже-Депре со счётом 2-1. В том же году вместе с Бетшарт они стали чемпионками Европы после победы со счётом 2-0 над дуэтом из Голландии (Катя Стам/Раиса Схон)
В августе 2022 года вместе с Бетшарт завоевали серебряную медаль на чемпионате Европы, после поражения в финале дуэту из Латвии (Тина Граудиня/ Анастасия Кравченок) со счётом 2-1.
Летом 2023 года на чемпионате Европы вместе с Бетшарт стала чемпионкой Европы; в финале был обыгран дуэт из Испании (Даниела Альварес/Таня Морено).